# Mondino de Luzzi

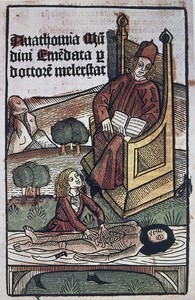
«Lección en Anatomía», publicado originalmente en Anatomia corporis humani, 1493.

Mondino de Luzzi, de Liuzzi, o de Lucci, (ca. 1270-1326), también conocido como Mundinus, fue un médico, anatomista y profesor de cirugía italiano que vivió y trabajó en Bolonia. Se le acredita como el «restaurador de la anatomía», por sus influyentes contribuciones al campo al reintroducir la práctica de la disección pública de cadáveres humanos y por escribir el primer texto anatómico moderno.

## La "Anatomía" (1316)

Anathomia, 1541

Se define como un manual de disecciones. Su finalidad fue la ‘demostración’ anatómica, algo para lo cual no existía nada anterior, lo que explica el por qué de su existencia durante más de dos siglos. Mondino describe una disección que se realizó en tres días: uno para cada uno de los vientres: el abdomen, el tórax y la cabeza. En relatos siguientes se explicó cómo iba la disección siguiendo a Mondino, incluso se señala un cuarto día para la disección de las extremidades.
La obra de Mondino fue una verdadera innovación y un modelo a seguir para las universidades que incorporaron poco a poco la enseñanza anatómica a través de la disección. Su papel no era investigar, sino mostrar a los estudiantes de medicina y filosofía el cuerpo y sus partes. La obra de Mondino era totalmente galénica (basado en Galeno, médico del siglo II). El marco en el que se basó la conceptualización anatómica fue en las dos siguientes centurias: anatomizar primero los órganos de la nutrición en el bajo vientre, luego los órganos de la vitalidad en el medio vientre, y, por último, los órganos de la animación en el vientre superior.
Uno de los anatomistas más importantes de esa época fue Leonardo da Vinci (1452-1519), porque se reconoce en sus cuadernos el paso entre el artista y el científico. Leonardo tenía en mente realizar un texto de anatomía humana en colaboración con Marcoantonio della Torre (1481-1512), profesor de anatomía en Pavía, pero su muerte no lo permitió y sus dibujos anatómicos permanecieron guardados hasta este siglo.
Otros anatomistas durante el Renacimiento fueron: Bartolomeo Eustachio (1520-1574). El sucesor de Vesalio en Padua fue Mateo Realdo Colombo (1516-1559), uno de sus discípulos. El sucesor de Colombo en Padua fue Gabriel Falopio (1523-1562), gran admirador de Vesalio, que fue famoso por sus descripciones del aparato genital femenino interno. El sucesor de Falopio en Padua fue Fabricio de Aquapendente (1590-1619), famoso cirujano y profesor de anatomía. Su prestigio influyó y atrajo a muchos estudiantes de toda Europa, entre ellos a William Harvey. Fabricio fundó (junto a otros) la embriología científica. Mejoró las técnicas operatorias.

## Vida
Nació alrededor de 1270 en la prominente familia Florentine de Luzzi que era leal a los Ghibellines y pertenecía a la Societá dei Toschi, una institución medieval de Bolonia conformada por gente de la Toscana. Su padre, Nerino y su abuelo, Albizzio eran farmacéuticos en Bolonia, mientras que su tío, Luzio era un profesor de medicina. Mondino estudió en la Universidad de Bolonia en el Colegio de Medicina y el Colegio de Filosofía, graduándose alrededor de 1290. Consiguió un empleo como profesor público en medicina práctica y cirugía en la universidad de 1306 a 1324. Durante su educación, Mondino fue pupilo de Thaddeus de Florencia (Tadeo Alderotti), quien hizo contribuciones significantes al desarrollo de la medicina en Bolonia, y compañero de Henri de Monteville. En adición a sus logros como anatomista, Mondino era reconocido como un gran diplomático. Estaba involucrado en el gobierno de la ciudad, sirviendo como envasador de Bolonia a John, el hijo del Rey Roberto de Naples. Mondino falleció en Bolonia en 1326 y fue sepultado en la iglesia parroquial de San Vitale e Agricola junto con su tío, Leuzzo.

## Técnicas de enseñanza
Mondino fue el primero en incorporar un estudio sistemático de anatomía y disección en un currículo médico. La disección de los cadáveres humanos era un distintivo de la Escuela Alexandriana, pero declinó en 200 A.D. por las restricciones legales y religiosas. Las restricciones fueron eventualmente retiradas, permitiéndole a Mondino realizar su primer disección pública en Bolonia en enero 1315 en la presencia de estudiantes de medicina y otros espectadores; el sujeto fue probablemente una criminal ejecutada. Las técnicas de enseñanza de Mondino eran únicas porque realizaba disecciones en persona y cumplía el rol de demostrador, estudiando cuidadosamente al cadáver e incorporando su experiencia personal en sus textos y lecturas.